# Luigi Canina
Pour les articles homonymes, voir Canina.
Luigi Canina (né le 23 octobre 1795 à Casale Monferrato, dans la province d'Alexandrie, au Piémont et mort le 17 octobre 1856 à Florence) était un archéologue et architecte piémontais.

## Biographie
Luigi Canina se fixa de bonne heure à Rome où il s'occupa de recherches archéologiques, devint architecte du prince Camille Borghèse, et fut chargé par Pie IX de diriger les fouilles de la via Appia.

## Œuvres
Luigi Canina a publié en italien un grand nombre d'ouvrages :
- sur la Topographie de Rome ;
- sur la Campagne romaine ;
- la Voie Appienne, et a beaucoup ajouté aux connaissances qu'on possédait.

## Sources
- Marie-Nicolas Bouillet  et Alexis Chassang (dir.), « Luigi Canina » dans Dictionnaire universel d’histoire et de géographie, 1878 (lire sur Wikisource)